# Liste der Kreisstraßen im Landkreis Vorpommern-Greifswald
Die Liste der Kreisstraßen im Landkreis Vorpommern-Greifswald ist eine Auflistung der Kreisstraßen im Landkreis Vorpommern-Greifswald, Mecklenburg-Vorpommern.

## Abkürzungen
- DM: Kreisstraße im Altkreis Demmin, auch des Landkreises Mecklenburgische Seenplatte
- K: Kreisstraße
- L: Landesstraße
- NVP: Kreisstraße im Altkreis Nordvorpommern des Landkreises Vorpommern-Rügen
- UER: Kreisstraße im Altkreis Uecker-Randow

## Liste
Nicht vorhandene bzw. nicht nachgewiesene Kreisstraßen werden in Kursivdruck gekennzeichnet, ebenso Straßen und Straßenabschnitte, die unabhängig vom Grund (Herabstufung zu einer Gemeindestraße oder Höherstufung) keine Kreisstraßen mehr sind.
Die ehemaligen Bezeichnungen der Kreisstraßen in den aufgelösten Landkreisen Demmin und Uecker-Randow werden kursiv in Klammern angegeben.
Der Straßenverlauf wird in der Regel von Nord nach Süd und von West nach Ost angegeben.
| Nr. VG | ehemalige Nr. | Verlauf |
| ------ | ------------- | --- |
| VG 1   |               | – Gristow – Gristow-Nordost |
| VG 2   |               | in Mesekenhagen – Klein Karrendorf – Groß Karrendorf – Leist 1 – VG 3 – Leist 2 – VG 5 in Neuenkirchen |
| VG 3   |               | – Leist 3 – VG 2 |
| VG 4   |               | L 26 in Levenhagen – Jarmshagen – Groß Petershagen – Klein Petershagen – Steffenshagen – VG 5 – – Wackerow – VG 5 in Neuenkirchen                                                                                        |
| VG 5   |               | VG 4 in Steffenshagen – Klein Kieshof – Groß Kieshof – – Wackerow – VG 4 – VG 2 in Neuenkirchen |
| VG 6   | DM 22         | L 261 in Görmin – Trissow (– Abzweig zur L 261 in Görmin über Neu Jargenow – Göslow – Böken) – Kuntzow – L 35 in Bandelin                                                                                                |
| VG 7   |               | L 26 in Levenhagen – Alt Ungnade – L 261 in Neu Ungnade |
| VG 8   |               | Zarnekla – VG 100 – Düvier – Nielitz – Gülzowshof – Vorbein – – Sassen – Alt Pansow – Dersekow – L 261 – L 35 in Grubenhagen                                                                                             |
| VG 9   |               | L 35 in Helmshagen I – Potthagen |
| VG 10  |               | Guest – in Diedrichshagen |
| VG 11  |               | L 261 in Klein Zastrow – Sesteln – Dargelin – L 35 – Behrenhoff – Sanz – Sanz IV – Groß Kiesow – VG 13 – VG 12 – |
| VG 12  |               | VG 11 in Groß Kiesow – Schlagtow – Kessin – Krebsow – in Züssow |
| VG 13  |               | VG 11 in Groß Kiesow – Klein Kiesow – Dambeck – VG 15 – VG 14 – Kölzin – Fritzow – in Gützkow |
| VG 14  |               | L 35 – Kammin – Dargezin – VG 13 in Kölzin |
| VG 15  |               | VG 13 in Dambeck – – Ranzin – Schmatzin – Schlatkow – VG 16 – Klein Bünzow – – Groß Bünzow – Bömitz – VG 19 |
| VG 16  |               | VG 15 – Konsages – L 263 |
| VG 17  |               | L 263 in Menzlin – Salchow – – Ramitzow – Daugzin – L 26 – in Murchin |
| VG 18  |               | – Pamitz – VG 19 in Wahlendow |
| VG 19  |               | VG 22 in Pritzwald – Lodmannshagen – L 26 – … (Jägerhof) … – – Buddenhagen – Wahlendow – VG 18 – VG 15 – L 26 – Rubkow – Krenzow – Zamertin – VG 32                                                                      |
| VG 20  |               | L 26 – Hanshagen – |
| VG 21  |               | Ludwigsburg – Loissin – L 262 in Kemnitz |
| VG 22  |               | L 262 in Brünzow – Wusterhusen – VG 23 – Pritzwald – VG 19 – Rubenow – Groß Ernsthof – L 262 – |
| VG 23  |               | L 262 in Lubmin – VG 22 in Wusterhusen |
| VG 24  |               | L 262 in Kröslin – Hollendorf – Karrin – L 262 |
| VG 25  |               | Netzeband – L 26 in Katzow |
| VG 26  |               | in Mahlzow – VG 27 – Sauzin – Ziemitz |
| VG 27  |               | VG 26 – Neeberg – Krummin – – Mölschow – VG 28 – L 264 in Trassenheide |
| VG 28  |               | in Mahlzow – Zecherin – VG 27 in Mölschow |
| VG 29  |               | in Zinnowitz – Neuersdorf – Lütow |
| VG 30  |               | L 26 – Seckeritz – Wehrland – Waschow – VG 31 – Lassan – VG 32 – Buggenhagen – Jamitzow – Klotzow – in Pinnow |
| VG 31  |               | Pulow – VG 30 in Lassan |
| VG 32  |               | in Murchin – VG 19 – VG 33 – VG 30 in Lassan |
| VG 33  |               | VG 32 – Lentschow – Pinnow – |
| VG 34  |               | Warthe – Liepe – Rankwitz – Rankwitz-Hafen – Krienke – VG 36 – Suckow – VG 35 – |
| VG 35  |               | VG 34 in Suckow – Morgenitz – VG 36 – Dewichow – Naturschutzgebiet Mellenthiner Os – Balm – Neppermin – Benz – VG 37 – VG 39                                                                                             |
| VG 36  |               | VG 34 in Krienke – VG 35 – Morgenitz – in Mellenthin |
| VG 37  |               | – Stoben – Benz – VG 35 – VG 39 in Labömitz |
| VG 38  |               | Sellin – Kleiner Krebssee – Neu Sallenthin – VG 39 in Bansin |
| VG 39  |               | L 266 in Bansin – VG 38 – VG 35 – Reetzow – VG 41 – Labömitz – VG 37 – Katschow – |
| VG 40  |               | Gothen – L 266 in Heringsdorf |
| VG 41  |               | VG 39 in Reetzow – L 266 in Ulrichshorst |
| VG 42  |               | – Garz – Forst bei Kamminke |
| VG 43  |               | in Görke – Bossin (– Abzweig zur ) – Flughafen Heringsdorf |
| VG 44  |               | in Usedom – VG 45 – Stolpe – Dargen – – Kachlin |
| VG 45  |               | VG 44 – Welzin – Ostklüne |
| VG 46  |               | – Zecherin – Kölpin – VG 47 – Kamin – Mönchow – in Usedom |
| VG 47  |               | in Voßberg – Gellenthin – VG 46 |
| VG 48  |               | VG 49 in Bargischow – Kamp |
| VG 49  |               | in Anklam – Gnevezin – Bargischow – VG 48 – in Woserow |
| VG 50  |               | in Neu Kosenow – Alt Kosenow – Kosenow Vorwerk (– Abzweig nach Rosenhagen) – Bugewitz – L 31 – VG 51 in Neuendorf A |
| VG 51  |               | – VG 50 – Neuendorf A – Lübs – VG 52 |
| VG 52  |               | – Wietstock – Demnitz – Altwigshagen – – Heinrichshof – VG 51 – L 28 |
| VG 53  |               | – Gellendin – Dargibell – Kagendorf – |
| VG 54  |               | – Rossin – Charlottenhof – /L 31 in Ducherow |
| VG 55  |               | in Boldekow – Putzar |
| VG 56  |               | L 31 – Borntin – Rubenow – Zinzow – in Kavelpaß |
| VG 57  |               | VG 58 in Butzow – Lüskow – Alt Teterin – Müggenburg – VG 58 in Neuenkirchen |
| VG 58  |               | / in Anklam – Butzow – VG 57 – Blesewitz – Sanitz – VG 59 – Neuenkirchen – VG 57 – VG 59 – Spantekow – L 31 – Rebelow |
| VG 59  |               | VG 58 – Thurow – Nerdin – VG 61 – VG 58 |
| VG 60  |               | MV – Neuendorf B – Janow – Rehberg – Japenzin – L 31 in Spantekow |
| VG 61  |               | VG 62 in Medow – VG 59 in Nerdin |
| VG 62  |               | in Liepen – Priemen – Kagenow – Klein Below – Gramzow – Krusenfelde – Krusenkrien – L 31 – Krien – VG 63 – Medow – VG 61 – Tramstow – (MV)                                                                               |
| VG 63  |               | – Dersewitz – Wussertin – VG 62 |
| VG 64  | UER 1         | Lauenhagen – Karlsfelde – L 282 in Strasburg (Uckermark) |
| VG 65  | UER 2         | Schwarzensee – L 32 in Strasburg (Uckermark) |
| VG 66  | UER 3         | VG 67 – Gehren – Klepelshagen – L 32 |
| VG 67  | UER 4         | L 332 – VG 66 – Neuensund – L 32 |
| VG 68  | UER 5         | (K 7343 im Landkreis Uckermark, Brandenburg) – Landesgrenze – Groß Luckow – Blumenhagen – VG 69 – VG 70 – Schönwalde – Sandkrug – Dargitz – in Pasewalk                                                                  |
| VG 69  | UER 6         | in Jatznick – Waldeshöhe – Groß Spiegelberg – Blumenhagen – VG 68 – Landesgrenze – (Landkreis Uckermark, Brandenburg) |
| VG 70  | UER 7         | VG 68 in Blumenhagen – Stolzenburg – Franzfelde – in Pasewalk |
| VG 71  | UER 8         | VG 72 in Ferdinandshof – Friedrichshagen – Eichhof – VG 72 |
| VG 72  | UER 9         | L 28 in Ferdinandshof – VG 71 – Johannisberg – Wilhelmsburg – VG 71 – L 311/L 312 in Heinrichswalde |
| VG 73  | UER 10        | in Ferdinandshof – Aschersleben |
| VG 74  | UER 11        | – Louisenhof – Sprengersfelde – L 28 in Blumenthal |
| VG 75  | UER 12        | L 28 in Ueckermünde – VG 76 – L 32/L 321 in Torgelow |
| VG 76  | UER 13        | VG 75 – L 32 in Eggesin |
| VG 77  | UER 14        | L 31 in Vogelsang-Warsin – Luckow – VG 78 – L 28 in Ahlbeck |
| VG 78  | UER 15        | VG 77 in Ahlbeck – VG 79 – Rieth – VG 79 |
| VG 79  | UER 16        | VG 78 – Ludwigshof – VG 78 – L 28 in Hintersee |
| VG 80  | UER 17        | VG 81 in Pampow – Mewegen – Boock – VG 81 – L 283 |
| VG 81  | UER 18        | VG 80 in Pampow – Blankensee (– Abzweig zur Staatsgrenze nach Polen) – VG 80 in Boock |
| VG 82  | UER 19        | L 283 in Retzin – Ramin – Grambow – am Bahnhof Grambow |
| VG 83  | UER 20        | L 283 in Glasow – Sonnenberg – – Schwennenz – Ladenthin – Staatsgrenze – Polen |
| VG 84  | UER 21        | in Krackow – Nadrensee – Landesgrenze – (K 7311 im Landkreis Uckermark, Brandenburg) |
| VG 85  | UER 22        | (K 7360 im Landkreis Uckermark, Brandenburg) – Landesgrenze – Wollin – L 283 in Penkun |
| VG 86  | UER 23        | L 284 in Sommersdorf – Neuhof |
| VG 87  | UER 24        | Radewitz – L 283 |
| VG 88  | UER 25        | VG 89 in Bergholz – Landesgrenze – (Landkreis Uckermark, Brandenburg) |
| VG 89  | UER 26        | in Rossow – Bergholz – VG 88 – L 285 |
| VG 90  | UER 27        | VG 91 in Krugsdorf – Zerrenthin – Wetzenow |
| VG 91  | UER 28        | Borken – Marienthal – Koblentz – Kleiner See – Krugsdorf – VG 90 – in Papenbeck |
| VG 92  | UER 29        | in Pasewalk – Bröllin – L 322 in Fahrenwalde |
| VG 93  | UER 30        | – Brietzig |
| VG 94  | UER 40        | L 28 in Ueckermünde – L 31 in Ueckermünde |
| VG 95  | UER 59        | (MSE 107 im Landkreis Mecklenburgische Seenplatte) – Kreisgrenze – L 282 in Strasburg (Uckermark) |
| VG 96  | UER 60        | – Luisenburg – Kreisgrenze – (MSE 102 im Landkreis Mecklenburgische Seenplatte) |
| VG 97  | DM 15         | (MSE 53 im Landkreis Mecklenburgische Seenplatte) – Kreisgrenze – Bahnhof Toitz-Rustow – in Rustow |
| VG 98  | DM 16         | Drosedow – L 261 in Loitz |
| VG 99  | DM 19         | (MSE 54 im Landkreis Mecklenburgische Seenplatte) – Kreisgrenze – Zeitlow – L 261 |
| VG 100 | DM 21         | (NVP 21 im Landkreis Vorpommern-Rügen) – Kreisgrenze – VG 8 in Düvier |
| VG 101 | DM 24         | L 261 – Sophienhof – Alt Plestin – Bentzin – VG 102 – – VG 105 – L 35 |
| VG 102 | DM 25         | VG 101 in Bentzin – in Zemmin |
| VG 103 | DM 27         | in Kruckow – Schmarsow – Burgwall |
| VG 104 | DM 28         | VG 107 in Kartlow – Heydenhof – VG 106 in Alt Tellin |
| VG 105 | DM 29         | VG 101 – VG 107 – Wilhelminenthal – Plötz – Neu Plötz – VG 106 |
| VG 106 | DM 30         | (MSE 58 im Landkreis Mecklenburgische Seenplatte) – Kreisgrenze – Neubuchholz – Broock – Alt Tellin – VG 104 – Siedenbüssow – VG 105 – Daberkow – L 35 – Kreisgrenze – (MSE 62 im Landkreis Mecklenburgische Seenplatte) |
| VG 107 | DM 49         | in Kruckow – Kartlow – VG 104 – VG 105 – Wilhelminenthal – L 35 – Völschow – Jagetzow |